# الزنجي (العدين)

تعديل مصدري - تعديل

الزنجي هي إحدى قرى عزلة العمارنة بمديرية العدين التابعة لمحافظة إب، بلغ تعداد سكانها 414 نسمة حسب تعداد اليمن لعام 2004.